# Bracon kaszabi
Bracon kaszabi är en stekelart som beskrevs av Papp 1967. Bracon kaszabi ingår i släktet Bracon och familjen bracksteklar. Inga underarter finns listade.